# Гаршин, Валентин Иванович
Валенти́н Ива́нович Га́ршин (6 сентября 1923, Симферополь — 15 января 1999, Москва) — советский подпольщик, в 1943—1944 годах году руководил разведывательно-диверсионной группой связи — группу «С», ставшей частью Симферопольской подпольной организации. В 1945 оклеветан, незаконно арестован и осужден; в 1955 — частично, в 2015 полностью реабилитирован. Работал инженером-энергетиком, в последние годы работы занимал должность начальника смены на Интинской ТЭЦ. Представлен к ордену Отечественной войны I степени.

## Биография
Родился 6 сентября 1923 года в Симферополе. Отец — Иван Михайлович Гаршин, участник Первой мировой войны. Мать — Устинья Владимировна Гаршина (Кара-Мурза), учительница гимназии, после отступления Врангеля из Крыма организовывала в Симферополе первую советскую школу. Валентин Гаршин происходил из рода Всеволода Гаршина, русского писателя, тоже участника войны, боровшегося за освобождение Балкан от турок (1877—1878).
Валентин учился в 9 школе города Симферополя и, непродолжительное время, в 23 городской школе. С января 1940 года — член Симферопольского городского общества «Спартак». Окончил вечерние двухгодичные курсы радиотехников при Симферопольском радиотехническом кабинете.
Был членом общества «Осоавиахим», ворошиловским стрелком. Член ВЛКСМ с 1940 года.
В 1941 году поступил в Крымский медицинский институт им. И. В. Сталина на лечебный факультет. Занятия были прерваны в связи с наступлением на Крым немецко-фашистских захватчиков.

## В Симферопольской подпольной организации
В первых числах декабря 1941 года, сразу же после оккупации Крыма, Валентин Гаршин создает подпольную группу из трёх человек, которой сам и руководит. Туда вошли его лучший друг Алексей Чистяков и школьная учительница немецкого языка Мария Ковалевская.
В июне-июле 1943 года Валентин встретил Бориса Хохлова, с которым в детстве учился вместе в 9-й школе. Борис и предложил Валентину вступить в подпольно-патриотическую организацию, которая, с его слов, уже существовала в Симферополе. Валентин сразу же согласился и получил задание сформировать группу. Двое друзей Валентина, которые уже входили в его группу, дали свое согласие о вступлении в подпольную организацию Симферополя. При вступлении в Симферопольскую подпольную организацию в октябре 1943 года группа Гаршина (группа «С» — связи) состояла из: Валентина Гаршина — командира группы и основных членов: Алексея Чистякова, Марии Ковалевской, инженера связи Александра Спиридонова, техника на телеграфной станции Сергея Шамаша, переводчицы-машинистки в Молочно-жировом объединении Ирины Рубинской, техника Дорожно-строительной организации Владимира Долгова и трёх вспомогательных членов, которые помогали в выполнении отдельных заданий.
С февраля 1944 года по 10 апреля 1944 года, по заданию руководителя Симферопольской подпольной организации Анатолия Косухина, Валентин Гаршин устроился переводчиком в квартирном отделе городской немецкой комендатуры. Подпольная работа была связана с передачей ценной информации о состоянии дел противника, перемещениях его войск, готовящихся операциях.

## О деятельности группы Валентина Гаршина
За время существования она проделала большую работу по агитации, разведке и выполнению специальных заданий по телеграфно-телефонной связи. Группа также совершила ряд диверсионных актов. Особый акцент в работе группы делался на разведке. Об этом подробно описано в Наградном листе Валентина Гаршина:
«…Тов. ГАРШИН командир группы, входящей в Симферопольскую подпольную комсомольскую организацию. Группа состояла из 10 человек.
Группа за время существования проделала большую работу по агитации, разведке и специальным задания по связи. Группа выполнила ряд диверсионных актов.
По разведке: группа систематически передавала ценнейшие данные для штаба фронта и штаба партизанского движения. Группа систематически сообщала о местах нахождения военных складов, ряд приказов немецкого командования /секретного порядка/. Под контролем группы находился Симферопольский аэродром. Был точно заснят план аэродрома и передан в штаб партизанского движения. Передавались списки агентов секретной немецкой агентуры. Сведения о передвижениях противника и т. д.
По агитации: группа проделала большую работу по распространению листовок. Распространено листовок, принесённых из леса 2100 экз. , напечатанных в Симферопольской подпольной комсомольской типографии 1050 экз., распространяли различные газеты, журналы. Группа распространяла листовки в Биюк-Онларском, Тельманском, Лариндорфском и др. районах Крыма.
Группа совершила ряд диверсионных актов.
В ноябре 1943 г. на Симферопольском аэродроме был заминирован самолёт Юнкерс-52 № 9, который взорвался в воздухе.
Много было совершено диверсий на линии связи. Систематически выводились из строя линии связи, причём всячески задерживался их ремонт, неправильной дачей сведений о местах повреждений.
Трассы залегания подземных кабелей обнаруживаются при помощи особого прибора. Изготовление этого прибора задерживалось в течение полгода, главным инженером связи, членом этой группы подпольщиков.
Выводились из строя: ценное оборудование, отправляемое по почте в Германию. Часть этого оборудования группа выкрадывала и прятала до прихода Красной Армии.
Большая диверсия группой была произведена по выведению из строя главной линии связи Симферополь-Перекоп, Симферополь-Джанкой, Симферополь-Севастополь с 4 по 13 апреля.
Большую работу проделала группа в момент отступления немецкой армии.
В ночь с 11 по 12 апреля 1944 г. Перерезаны все кабеля, провода, идущие под мосты по Феодосийской и Архивной улице. Оба моста остались не взорванными. В эту же ночь извлечены заряды из под 20 телеграфных столбов. Вся линия от центральной телеграфной станции до вокзала была спасена. Утром 13 апреля потушен пожар на центральной телеграфной станции. Спасена резервная электростанция, генераторное и аккумуляторное отделения . Сохранено много материалов /телеф.аппараты МБ, измерительные приборы, олово, капсулы, шнуры, кабельная масса и т. д./.
Тов. ГАРШИН смелый и решительный командир, замечательный организатор. Достоин награждения орденом „Отечественной войны“ I степени.
Секретарь Крымского обкома
ВЛКСМ /ОВДИЕНКO/»
Н. А. Овдиенко из Наградного листа на представление Гаршина В. И. к ордену «Отечественной войны» I степени, г. Симферополь, 1944 г. (Стр. 66-67).

## Невинно осуждённый
После изгнания оккупантов из Крыма Валентин Гаршин был назначен и. о. Первого секретаря Куйбышевского района ВЛКСМ г. Симферополя, Однако 13 апреля 1945 года его имя было оболгано, а сам Валентин Иванович незаконно и незаслуженно объявлен карательными органами «пособником оккупантов». Гаршина арестовали, осудили на двадцать лет, с конфискацией имущества.
Пострадали также и родители Гаршина, которые в ответ на несправедливые обвинения в адрес сына вступились за него.
Валентин Гаршин провёл десять лет в интинских лагерях Коми АССР. Добиваясь справедливости, писал многочисленных апелляции. В 1955 году по протесту Главного Военного прокурора на изначальные ошибки следствия и в связи с очередной поданной апелляцией Валентин Гаршин раньше срока вышел на свободу и остался жить в г. Инте (в Минлаге которого провёл значительную часть своей неволи).

## Последние годы жизни
Оставшуюся жизнь — более сорока лет — Валентин Гаршин прожил в Инте. Работал, в последние годы, начальником смены местной городской ТЭЦ. Гаршин пользовался заслуженным авторитетом среди сотрудников и подчиненных. Его имя за долголетний и плодотворный труд внесено в книгу «Энергетика Коми» (т. 2, стр. 304). По воспоминаниям ветеранов ТЭЦ, Валентин Гаршин « отдал тепло своей души, своего сердца и ума энергетике. Человек сложной судьбы, он проработал много лет на станции в трудное время для страны и города. Он запомнился человеком деликатным, воспитанным, начитанным, уважавшим своих подчинённых. Вообще, человеком из XIX века».
Вернуться в родной Симферополь Гаршин так и не смог, возвращаться, после конфискации имущества, было некуда.
Скончался Валентин Гаршин 15 января 1999. Похоронен в Москве на Черневском кладбище.

## Окончательная реабилитация
Политическая реабилитация Валентина Гаршина состоялась в 1997 году. А в начале 2015 года, Валентин Гаршин по представлению Олега Белавенцева, полномочного представителя Президента РФ в Крымском Федеральном округе (в ответ на обращение от депутата Государственной Думы РФ от Республики Крым Михаила Шеремета) решением Прокуратуры РК от 11.12.2015 (12/3-491-2015/Он6627-2015) был реабилитирован полностью и окончательно (посмертно).

## Повторная клевета
- В июле 2021 года в Симферополе состоялась презентация книги «Битва за Крым в документах органов государственной безопасности» (авторы-составители — И. Н. Верешков, С. Н. Ткаченко.[6]), По халатности составителей в книгу попала устаревшая клеветническая информация о Валентине Гаршине и члене его группы Марии Ковалевской[7] . Эта ложь давно опровергнута в ходе реабилитационного процесса Генпрокуратурой РФ и Прокуратурой Крыма в 1997-м и в 2015 годах соответственно.
- Дочь Валентина Гаршина, Елизавета, обратилась к Главе Крыма Сергею Аксёнову с просьбой изъять книгу с клеветой на героев-подпольщиков из библиотек и книжных магазинов, а составителям — извиниться.
- Письмо Главе Крыма не попало, и было переправлено в министерство культуры РК. Первый заместитель министра Татьяна Манежина в ответном письме (№ 19442/29-03/1/1 от 30.08.2021 г.) посоветовала Елизавете Гаршиной обратиться в суд.
- Среди тех, кто вступился за честь и достоинство крымских подпольщиков: Михаил Ходанов — московский протоиерей, журналист и писатель.[8].

## Родственники
Жена — Елена Михайловна Гаршина (Конарева), (1925—2014).
Дочь — Елизавета Валентиновна Гаршина, 1957 г.р., врач-офтальмолог поликлиники Медицинского научно-образовательного центра МГУ им. М. В. Ломоносова, ветеран труда.

## Награды
После отступления немцев из Крыма Валентин Гаршин был представлен к ордену Отечественной войны I степени и назначен первым секретарем Куйбышевского райкома ВЛКСМ столицы Крыма. Но после того, как в 1945 году был оклеветан и арестован, награду получить не успел.

## Память
- В 2020 году решением городского совета Симферополя именем Валентина Гаршина была названа улица в Киевском районе столицы Крыма. После Всеволода Гаршина он стал вторым из рода Гаршиных, чьё имя было также увековечено в названии улицы[9].

"… И ещё одна дата — декабрь 2020-го. В Симферополе появилась, наконец, улица имени Евгения Семнякова — в микрорайоне Петровские высоты, рядом тогда же возникла улица ещё одного подпольщика, чуть постарше, — Валентина Гаршина… Город помнит героев. 
 Наталья Бояринцева
- В 2025 году, в обновлённой экспозиции зала «Симферополь и симферопольцы в годы Великой Отечественной войны» Музея истории города Симферополя добавлена информация о группе Валентина Гаршина, а также его портрет и фото группы.[11]